# Sofiegade
Sofiegade er en gade på Christianshavn i København. Den går fra Christianshavns Kanal i nordvest til Christianshavns Voldgade og Christianshavns Vold i sydøst og krydser Dronningensgade og Prinsessegade undervejs. Gaden er formentlig opkaldt efter dronning Sophie af Mecklenburg (1559-1631), der var mor til kong Christian 4., som stod bag anlæggelse af Christianshavn.

## Historie
Sofiegade er en af de gader, der stammer fra grundlæggelsen af Christianshavn i begyndelse af 1600-tallet. Den hed oprindeligt Sankt Sofie Gade og fungerede som et modstykke til Sankt Annæ Gade på den modsatte side af den parallelle Torvegade. Sankt Sofie Gade lå ligesom nutidens Sankt Annæ Gade på begge sider af Christianshavns Kanal men uden nogen bro som forbindelse. De to dele af gaden blev med tiden kendt som henholdsvis Store Sofiegade og Lille Sofiegade.
Grunden på hjørnet af Store Sofiegade og Prinsessegade, nærmest Christianshavns Vold, blev i 1732 overtoget af en brygger og benyttet til et bryggeri og en forlystelseshave. Få år efter blev det omdannet til en klædefabrik. I 1786 blev ejendommen overtaget af Thomas Potter og omdannet til et jernstøberi. Potter boede selv på stedet fra omkring 1806 og indtil sin død i 1811. Nogle af hans ansatte boede også i gaden. Jernstøberiet var i drift indtil 1927 og blev revet ned i 1970, hvorefter boligkomplekset Voldens Perle blev opført på stedet.
Lille Sofiegade, der lå på den anden side af kanalen, forsvandt i 1868, da industrien i området voksede. Store Sofiegade hed derefter blot Sofiegade.

## Bygninger og beboere
Sofiebadet i nr. 15A er en offentlig badeanstalt fra 1909. Det blev tegnet af Hans Wright og var i brug indtil 1997. Bygningen blev fredet i 2000 og er siden genåbnet som et wellnesscenter. Den moderne bygning i nr. 3-7 er en del af kollegiet Sofiegården, der er opkaldt efter gaden. Den fredede Steinfass' Gård, der vender ud mod Christianshavns Kanal, er også en del af kollegiet.